# Hymn for My Soul
Hymn for My Soul è un album di Joe Cocker. Il CD, è stato distribuito nel 2007, edito da EMI Records.

## Tracce
1. You Haven't Done Nothin' – 3:50 (Stevie Wonder)
2. One Word (Peace) – 2:49 (John Magnie, Tommy Malone)
3. Love Is For Me – 4:05 (Art Neville, Leo Nocentelli, George Porter, Jr.)
4. Don't Give Up on Me – 4:05 (Hoy Lindsey, Dan Penn, Carson Whitsett)
5. Long as I Can See the Light – 3:34 (John Fogerty)
6. Beware of Darkness – 3:51 (George Harrison)
7. Just Pass It On – 4:39 (Daniel Moore)
8. Rivers Invitation – 3:31 (Percy Mayfield)
9. Ring Them Bells – 3:04 (Bob Dylan)
10. Hymn 4 My Soul – 3:54 (Andy Fairweather-Low)

### Bonus Track versione USA
1. Come Together (John Lennon) – 4:25
2. Hymn 4 My Soul (instrumental) – 3:54 (Andy Fairweather-Low)

## Formazione
- Joe Cocker - voce
- Greg Leisz - chitarra, mandolino, steel guitar
- Jim Keltner - batteria, percussioni
- Mike Finnigan - organo Hammond B3
- Bob Babbitt - basso
- James Gadson - batteria
- Benmont Tench - pianoforte
- Ethan Johns - chitarra acustica, cori, ukulele
- T-Bone Wolk - basso, chitarra
- Albert Lee - chitarra
- Charles Drayton - batteria
- Don Heffington - vibrafono, congas, triangolo
- Dave Palmer - pianoforte, tastiera, organo Hammond
- Rick Martinez - clavinet
- Brian Denbow - viola
- Julie Gigante - violino
- Phillipe Levy - violino
- David Low - violoncello
- Greg Adams - tromba
- Chuck Findley - tromba
- Tom Scott - sax
- Benjamin Ochieng, Julianna Raye, Tata Vega, Julia Waters, Oren Waters - cori

Note aggiuntive
- Ethan Johns - produttore